# ثيوم مشرقي
الثيوم المشرقي (باللاتينية: Pennisetum orientale) نوع نباتي عشبي يتبع جنس الثيوم من الفصيلة النجيلية.

## الموئل والانتشار
ينتشر في بلاد الشام ومصر وتركيا واليونان والقوقاز.

## مرادفات للاسم العلمي
- (باللاتينية: Pennisetum setaceum subsp. orientale (Pers.) Maire)